# 何倩彤
何倩彤（英語：Ho Sin Tung，1986年—），香港人，是一位視覺藝術家。

## 背景
何倩彤在香港出生，於大埔長大，其後遷往北落馬洲。何在三歲時在香港畫家陳餘生的工作室開始藝術訓練。何在2008年畢業於香港中文大學藝術系。何於2012獲年獲得香港當代藝術獎和由藝術發展局頒發藝術新秀獎，同年參加上海雙年展。她於2014 年參加了首爾美術館第八届媒體城市雙年展。她的作品於香港由漢雅軒代理，於紐約和北京由前波畫廊代理。
何從事多學科和跨媒體藝術。她會運用不同文本和材料，以及建構她對不同物件、故事、電影、以及個人記憶的印象去作各種詮譯。她用鉛筆、碳筆和水彩創作，並善用現成的圖象，例如貼紙，地圖，圖表和圖章創作。何也會創作影片藝術和過程主導的項目廷展不同論述。她經常以電影作參考，並常以文學和電影文化作靈感。

## 參與展覽
- 漢雅軒
  - 《日頭彌留》
  - 《吾友烏有》
  - 《伊卡洛斯聳聳肩》
- 香港巴塞爾藝術展
  - 《Para Site：一夕空亡》

## 外部連結
- 何倩彤 H O S I N T U N G （页面存档备份，存于）（個人網站）